# Erdinger Weißbräu

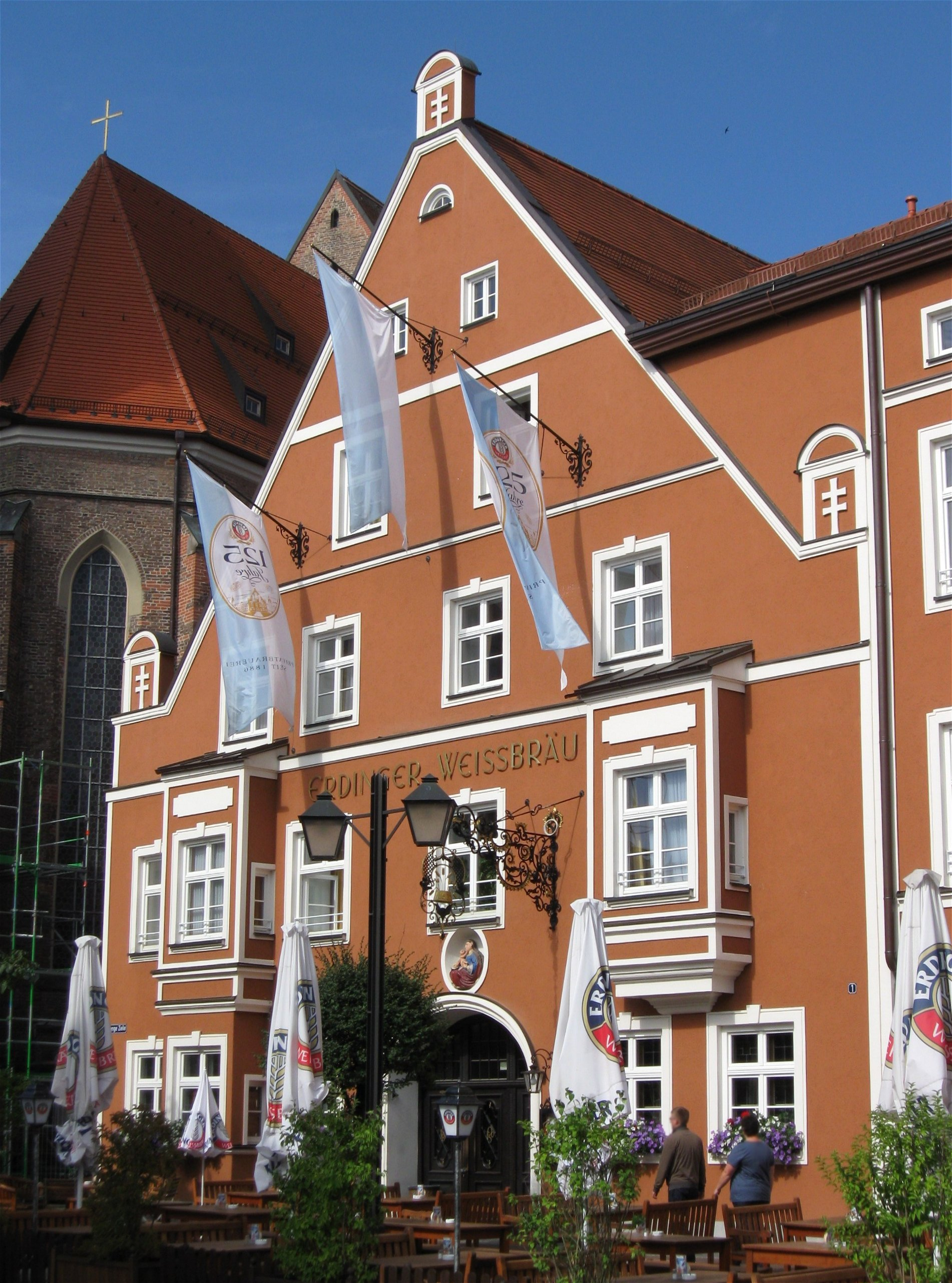
Gasthaus Erdinger Weissbräu, Lange Zeile 1

Erdinger Weißbräu ist eine Brauerei in Erding. Das bekannteste Produkt ist das Erdinger Weißbier.
Mit einem jährlichen Ausstoß von 1,5 Mio. hl (Stand 2020) ist Erdinger Weißbräu nach eigenen Angaben die größte Weißbierbrauerei der Welt, sie vergibt keine Lizenzen. Einziger Standort ist Erding. Von dort aus wird das Weißbier in über 100 Länder weltweit exportiert.

## Geschichte
1886 wurde die Weißbierbrauerei in Erding erstmals erwähnt. Bis 1890 war der Erdinger Johann Kienle Eigentümer, danach die Münchner Familie Stadlmaier, ab 1930 gehörte sie der Malzfabrik F. W. Otto aus Hildesheim. 1935 kaufte der damalige Geschäftsführer Franz Brombach die Brauerei und gab ihr am 27. Dezember 1949 den Namen Erdinger Weißbräu. Im Jahr 1965 erzielte die Brauerei einen Jahresausstoß von rund 40.000 hl.
1965 trat der Sohn von Franz Brombach, Werner Brombach, in das Unternehmen ein. Nach dem Tod seines Vaters 1975 übernahm der Diplomkaufmann und Diplombraumeister die Privatbrauerei und führt das Werk seines Vaters bis heute fort. 1978 erzielte die Brauerei einen Ausstoß von circa 225.000 hl und war damit Marktführer.
Nachdem der Firmensitz in der Altstadt nicht mehr genügend Platz bot, wurden 1983 auf einem Areal am Stadtrand von Erding neue Brauereianlagen errichtet. Im Jahr 1990 durchbrach Erdinger als erste Weißbierbrauerei die Marke von einer Million hl.
1991 wurde die andere noch existierende Erdinger Brauerei Fischer’s Stiftungsbräu Teil des Weißbräu, der damit das Angebot auf Helles Bier erweiterte. Es wird als Stiftung Hell angeboten. Die Produktion des Fischer’s Hell wurde 2011 an die Schlossbrauerei Irlbach abgegeben.
Im März 2022 wurde die Marke Fischer’s Stiftungsbräu durch Erdinger Brauhaus ersetzt.

## Sorten

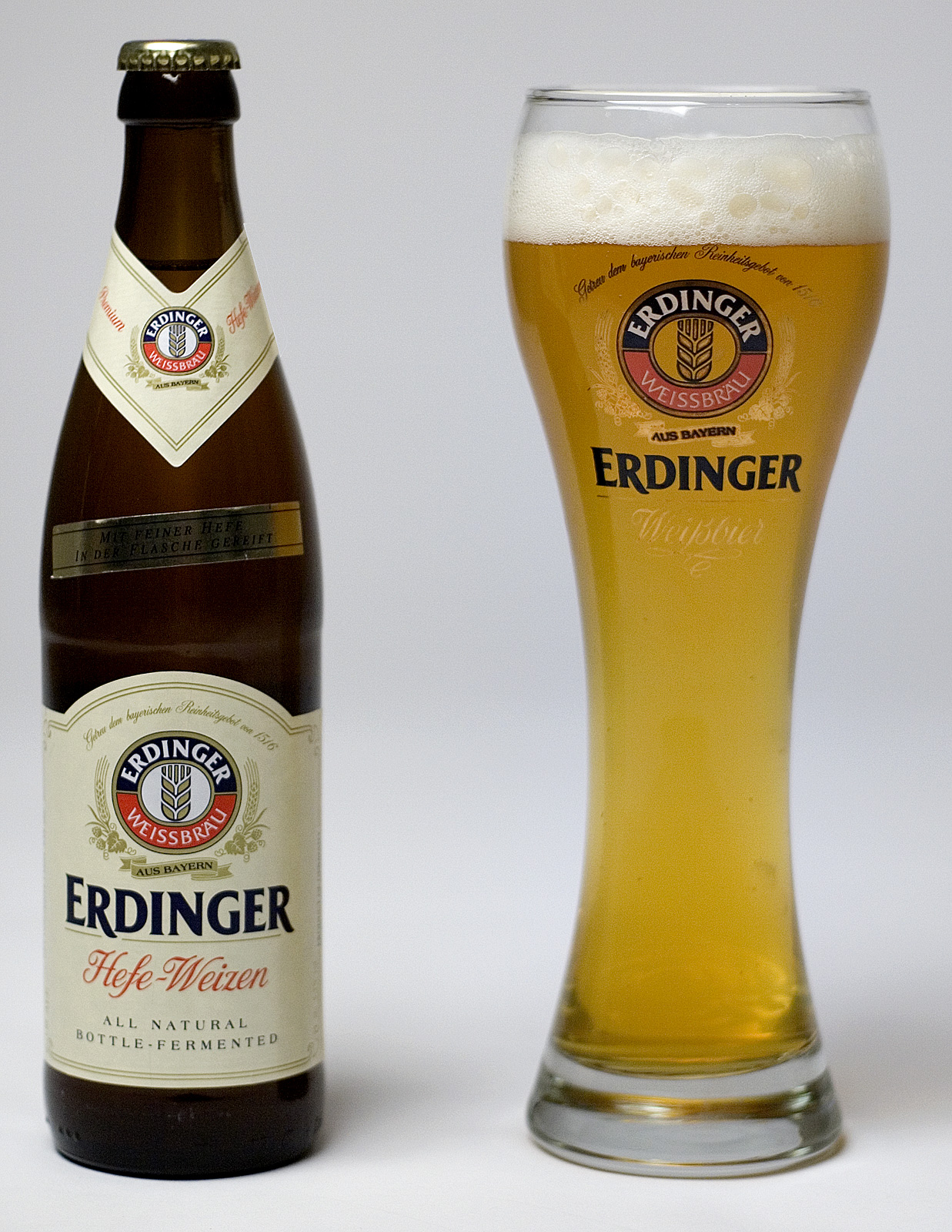
Erdinger Weißbier (Hefe-Weizen) in der 0,5-l-Flasche und im Glas

Zum Portfolio der Privatbrauerei gehören zwölf bzw. dreizehn verschiedene Weizenbiere (die Erdinger Festweiße wird nur auf dem Herbstfest in Erding ausgeschenkt und ist nicht im Handel erhältlich, lediglich Produktionsüberschüsse werden nach dem Herbstfest regional in Flaschen verkauft). Die Weißbiere werden mit traditioneller Flaschengärung hergestellt.
- Erdinger Weißbier mit feiner Hefe (Hefe-Weizen)
- Erdinger Weißbier dunkel
- Erdinger Pikantus dunkler Weizenbock (tiefdunkles, malzbetontes Starkbier)
- Erdinger Weißbier kristallklar
- Erdinger Weißbier leicht (alkohol- und kalorienreduzierte Variante)
- Erdinger Alkoholfrei
- Erdinger Alkoholfrei Zitrone
- Erdinger Alkoholfrei Grapefruit
- Erdinger Champ (kann direkt aus der Flasche getrunken werden)
- Erdinger Schneeweiße (gibt es nur im Herbst/Winter)
- Erdinger Festweiße (Festbier mit höherer Stammwürze und höherem Alkoholgehalt)
- Erdinger Urweiße (etwas dunkleres Weißbier)
- Erdinger Prinzenweiße (Partybier für die Faschingssaison in 0,33 l Langhalsflasche)
- Erdinger Sommerweiße (hopfenfrisches Weißbier für den Sommer in 0,33 l Langhalsflasche)

Die Zweigniederlassung Fischer’s Stiftungsbräu produziert:
- Stiftungsbräu Helles Vollbier[16]
- Erdinger Brauhaus Helles und ein Radler[14]

## Besonderheiten

### Fanclub
Als einer der ersten am Biermarkt gründete Erdinger Weißbräu 1995 einen eigenen Fanclub, zu dem mittlerweile mehr als 80.000 Mitglieder zählen, darunter auch zahlreiche Prominente wie Franz Beckenbauer, Mario Basler, Gerd Rubenbauer, Jens Weißflog und Lothar Matthäus. Für die Mitglieder erscheint zweimal im Jahr ein spezielles Fanclubmagazin.

### Team Erdinger Alkoholfrei
Mit mehr als 5000 aktiven Mitgliedern ist das Team Erdinger Alkoholfrei eine Sportler-Community von Profi- und Amateursportlern.
Bekannte Mitglieder sind Andreas und Michael Raelert, Nils Frommhold, Patrick Lange, Andreas Dreitz, Michael Göhner, Florian Angert, Julia Gajer, Laura Philipp, Frederic Funk und Daniela Sämmler (alle Triathlon) sowie Simon Schempp, Erik Lesser, Lukas Hofer, Vanessa Hinz und Franziska Preuß (alle Biathlon).
Als Markenbotschafter für Erdinger Alkoholfrei sind nach dem Ende ihrer aktiven Karriere unter anderem die ehemaligen Teammitglieder Magdalena Neuner, Michael Greis und Andreas Birnbacher (Biathlon) sowie Nicole und Lothar Leder (Triathlon) im Einsatz. Wenke Kujala ist als Teammanagerin für die Triathleten zuständig.

### Sponsoring
- Groundhopping-Tour: Wochenendveranstaltung für jeweils 20 Fußballfans. Besucht werden je ein Spiel der 1. und 2. Fußball-Bundesliga sowie eine Partie der Regionalliga mit dem Erdinger Groundhopping-Bus.

- Erdinger Sautrogrennen: Spaßveranstaltung im Sommer, bei der ein Wasserparcours in „Sautrögen“ (Holzwannen, die früher zum Abborsten der Schweine benutzt wurden) möglichst unbeschadet durchlaufen werden muss.[19]

- Erdinger Meister-Cup: Kleinfeld-Fußballturnier, bei dem alle bayerischen und württembergischen Amateur-Meister-Mannschaften um den Titel „Meister der Meister“ gegeneinander antreten können.

### Werbung
Der Werbeslogan von Erdinger Weißbier lautet „Erdinger Weißbier – gebraut mit Leib und Seele“.

Der Erdinger-Jingle „Des Erdinger Weißbier, des is hoid a Pracht hollara-di-riad-dei, des schmeckt uns beim Tag und bei der Nacht.“ ist seit Anfang der 1970er-Jahre unverändert im Einsatz. Die Melodie stammt aus der Volksweise „Mein Vatern sei Häusl“.
Bekannte Werbeträger von Erdinger Weißbräu sind Franz Beckenbauer (seit 2003), Magdalena Neuner und Jürgen Klopp.

## Kontroversen
Beim Versuch, den geografischen Namensbestandteil alleine für sich nutzen zu können, unterlag die Brauerei der Süddeutschen Zeitung. Der Lokalteil darf auch weiterhin Erdinger SZ heißen, vorher hatte der Erdinger Weißbräu allerdings schon erreicht, dass die Erdinger Therme in Therme Erding und die Erdinger Jazz Tage in Jazz Tage Erding umbenannt wurden. Das Erdinger Herbstfest, die Erdinger Orgelwoche und weitere Firmen und Veranstaltungen weigerten sich jedoch, ihre teilweise seit Jahrzehnten bestehenden Namen zu ändern.
Bis zum Jahr 2016 warb Erdinger auf den Etiketten mit dem Prädikat „Getreu dem bayerischen Reinheitsgebot von 1516“ (allgemein bekannt als Deutsches Reinheitsgebot von 1516). Gegen diese Aussage ging die Verbraucherzentrale Baden-Württemberg mit einer Abmahnung vor, wodurch sich Erdinger schließlich zu einer Verzichtserklärung veranlasst sah. Seitdem lautet der Text frei interpretierbar „Gebraut nach dem bayerischen Reinheitsgebot“. Hintergrund ist der Sachverhalt, dass die Brauordnung von 1516 als Getreideart für das Malz konkret nur Gerste erlaubte. Weißbier, welches zur Herstellung unabdingbar – auch – Weizenmalz benötigt, entspricht diesem Wortlaut nicht.